# 拉金塔
拉金塔（英語：La Quinta）是美国加利福尼亚州里弗赛德县的一座度假城市，坐落于印第安韦尔斯和印第奥之间的科切拉山谷。在2010年的人口普查中，人口为37,467，而2000年人口普查的人口为23,694。罗伯报告称拉金塔有美国领先的高尔夫球场。这些目的地之一是1926年建立的拉金塔度假村和俱乐部，导演弗兰克·卡普拉（Frank Capra）曾在这为《消失的地平线》写剧本。汤姆·法齐奥设计的高尔夫球场位于拉金塔的，在美国排名前100位。2008年1月，城市的高尔夫度假村的阿诺德·帕尔默经典场成为每年一次的Bob Hope Classic PGA高尔夫球赛的四个主办高尔夫球场之一。